# Tramlijn 27 (Antwerpen)
De Antwerpse tramlijn 27 reed van mei tot oktober 1920 van het station Antwerpen-Centraal naar de Antwerpse Floraliën in Berchem.

## Geschiedenis
Omwille van de talrijke bezoekers aan de Floraliën, een bloemen- en plantententoonstelling die gepaard ging met de Olympische Zomerspelen 1920, werd een extra tramlijn ingelegd die tramlijn 2 volgde van het Centraal Station tot het Koning Albertpark en verder tramlijn 7 tot aan de Koninklijkelaan - vandaar het lijnnummer 27.
Op de nieuwjaarsnacht van 31 december 2012 op 1 januari 2013 reed er enkel die nacht elk halfuur een feesttram het traject van tramlijn 2 van Hoboken naar de halte Harmonie en dan vanaf de Harmonie verder het traject van tramlijn 7 naar de Groenplaats.

## Traject
Tramlijn 27 volgde het traject Koningin Astridplein - Pelikaanstraat - Simonsstraat - Mercatorstraat - Belgiëlei - Albertpark (Harmonie) - Grote Steenweg.

## Kenkleur
Lijn 27 had een wit koersbord.

## Buslijn 27
In 1957 kreeg het Antwerpse stadsnet een buslijn 27 (Centraal Station - Middelheim), die deels dezelfde reisweg volgde (Centraal Station - Harmonie) en dan via Wilrijk (Groenenborgerlaan) verder reed - eerst naar het Frans Nagelsplein (het voormalige eindpunt van trams 5 en 17), later naar het Pius X-plein en dan verder naar het Middelheim-ziekenhuis.